# Frederik Rohde

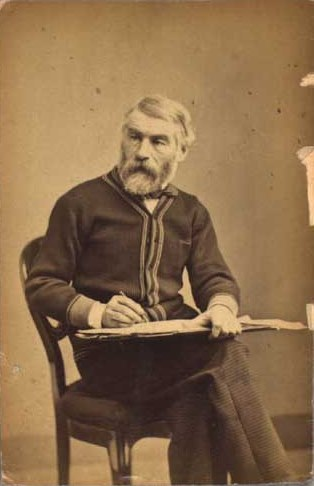
Frederik Rohde.

Niels Frederik Martin Rohde, född den 27 maj 1816 i Köpenhamn, död 14 juli 1886 på Frederiksbergs slott, Köpenhamn, var en dansk målare.
Han var son till kancelliraad Peder Rodhe och Johanne Holm och från 1852 gift med Johanne Caroline Brusch. Rodhe studerade bland annat vid Det Kongelige Danske Kunstakademi i Köpenhamn 1830–1834 och under studieresor till Tyskland och Italien 1842–1847 där han valde att stanna i München en längre tid för att studera Landskapsmåleri. Han företog även målarresor i Sydsverige där han utförde ett flertal verk med svenska vinterlandskap. Rodhe medverkade i utställningarna på Charlottenborg 1835–1886 och ett flertal gånger på Konstakademien i Stockholm 1850–1873. Han är representerad vid bland annat Nationalmuseum i Stockholm med ett vinterlandskap och akvarellen Utanför parkgrinden vid Göteborgs konstmuseum och Malmö museum.